# Vainilla y chocolate
Vainilla y chocolate (en italiano: Vaniglia e cioccolato) es una película italiana dirigida por Ciro Ippolito y estrenada en el 2004. Es basada en la novela homónima de Sveva Casati Modigliani. Fue rodada en Italia con el actor Joaquín Cortés y fue doblada al idioma español.

## Argumento
Es una película sobre el amor y la vida. La protagonista, Penélope, enseña en el conservatorio de música y es madre de tres niños. Desde mucho tiempo ella es engañada por su marido, Andrea. Tras el descubrimiento de la última traición marital Penélope va a casa de su infancia para reflexionar sobre su pasado y el sentido de su vida. Aquí encuentra al pintor Carlos (Joaquín Cortés) y empieza una breve pero intensa historia de amor.

## Reparto
- Maria Grazia Cucinotta
- Alessandro Preziosi
- Joaquín Cortés
- Roberta Aliberti
- Serra Yilmaz
- Ernesto Mahieux
- Daniele Protano
- Pamela Saino
- Licinia Lentini
- Leonardo Zanobi
- Alberto Di Stasio
- Fabio Fulco
- Pietro Sturniolo
- Massimo Caradonna
- Brando Taccini
- Frida Bruno
- Benedetto Casillo
- Ilaria Stivali
- Leontine Snell
- Tilde De Spirito
- Sara Anastasia